# Manipura (marma)

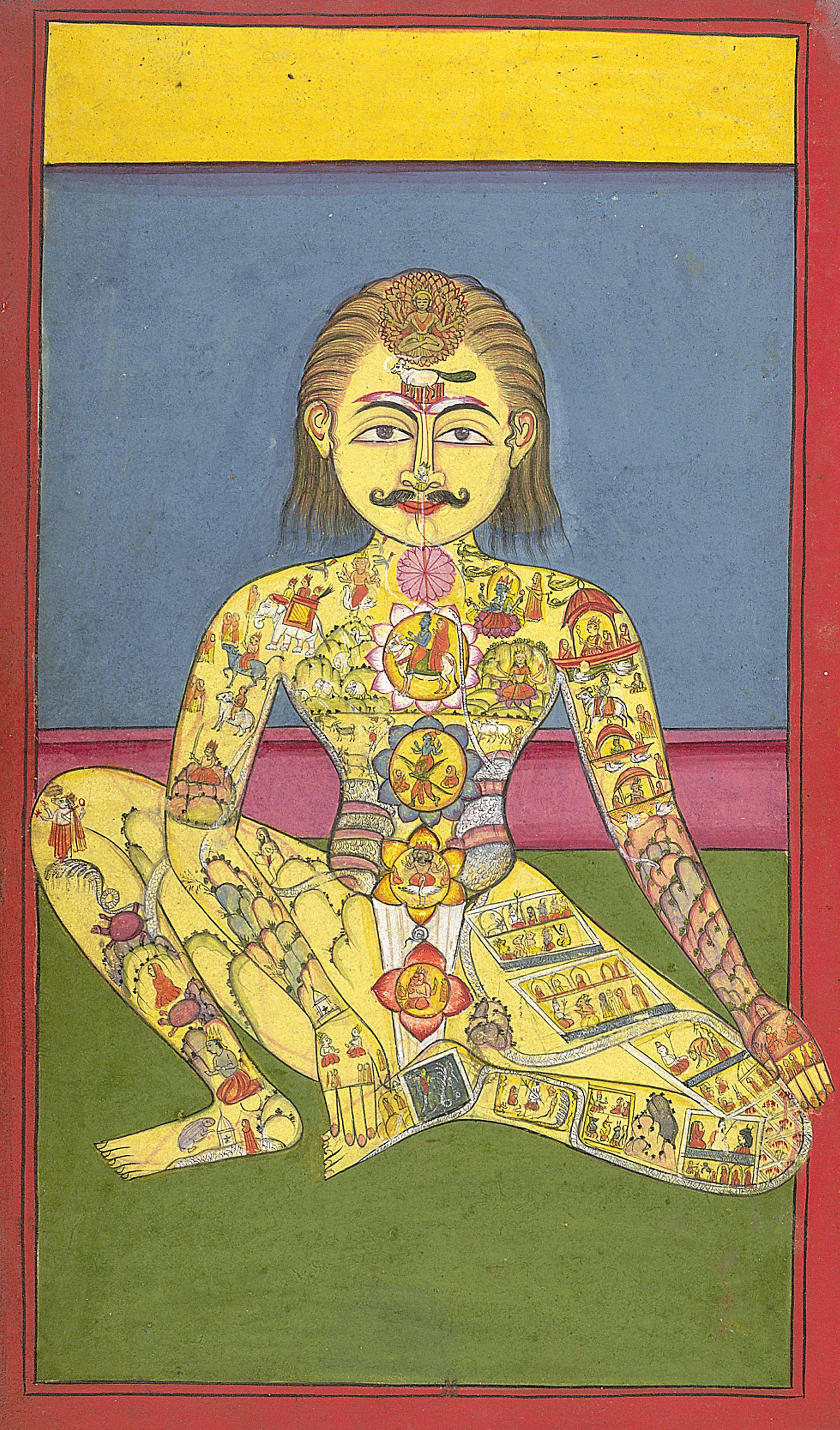
oude Tibetaanse kaart met de 7 chakra's en de belangrijkste marmapunten

Manipura (Manipura-punt) is een marmapunt gelegen op de romp. Marmapunten worden in Oosterse filosofieën gebruikt bij massage, yoga, reflexologie en reiki. Men gelooft dat een marmapunt op een nadi ligt en zo een uitwerking kan hebben op een bepaald lichaamsdeel, proces of emotie
Manipura is gelegen op één à twee vingerbreedten onder het zwaardvormig uitsteeksel (van het borstbeen). Dit punt heeft invloed op het het Manipurachakra (zonnevlechtchakra ofwel op het ego.

## Overige marmapunten
Naar schatting zijn er 62.000 marmapunten in het lichaam. De belangrijkste 52 zijn: